# Le Catelier
Le Catelier är en kommun i departementet Seine-Maritime i regionen Normandie i norra Frankrike. Kommunen ligger i kantonen Longueville-sur-Scie som tillhör arrondissementet Dieppe. År 2022 hade Le Catelier 268 invånare.

## Befolkningsutveckling
Antalet invånare i kommunen Le Catelier
| Referens: INSEE |